# Presupusele vestigii paleocreștine de la Turda

## Gemma de onix
În colecția arheologică a contelui ardelean József Kemény (1795-1855), colecționar amator din comuna Luncani, județul Cluj (20 km sud-est de Turda), s-a aflat în prima jumătate a secolului XIX o „gemma”  de onix . Motivul încrustat pe „gemma” îl reprezenta pe Isus din Nazaret ca Pastor bonus și mitul biblic despre Iona. Sub un copac, pe care se află un porumbel , stă în picioare Isus ca Bunul Păstor, îmbrăcat cu o tunică, purtând pe umeri un miel. La picioarele lui Isus se găsește un al doilea miel. În partea dreaptă este prezentat „Mitul lui Iona”, respectiv momentul în care Iona cade de pe corabia care-l transporta din portul palestinian Jaffa spre portul Tarsus , iar fabulosul animal marin este gata să-l înghită, înhățându-i mâna dreaptă. Piesa a fost o piatră ovală pentru inel, cu diametrul mare de 13,5 mm și diametrul mic de 11,5 mm. „Gemma” a fost văzută în colecția lui József Kemény de către consulul Prusiei în Țările Române J.F.Neigebaur în anul 1847 și descrisă în articolul "Dacien, aus den Überresten des klassischen Alterthums" (Nr.230, 1851, p.217). Se presupune că piesa a dispărut în timpul Revoluției din anii 1848-1849. În perioada interbelică (1918-1940), B. Mitrea a descoperit la Biblioteca Universitară din Cluj manuscrisul contelui József Kemény „Römische Alterthümer, die zu Torda aufgefunden und durch mich angekauft wurden“ . În acest manuscris József Kemény a descris aproape toate obiectele din propria sa colecție, inclusiv un desen al gemmei de onix. B.Mitrea a publicat după cel de al doilea război mondial o nouă descriere a acestei piese în lucrarea „O gemma creștină din Turda“ . Manuscrisul original al lui József Kemény se află în prezent în posesia Bibiotecii Academiei Române, Filiala Cluj. József Kemény nu a dat amănunte exacte asupra locului unde ar fi fost descoperită „gemma”. Este probabil ca piesa să fi fost importată din alte părți ale imperiului roman, unde existau ateliere specializate în tehnica șlefuirii onixului, o piatră cu duritate deosebit de mare. Cercetătorii istorici au datat „gemma” ca provenind probabil din secolul IV. B.Mitrea a arătat că simbolurile creștine prezentate pe „gemma” apar chiar înainte de secolul IV . În jurul corăbiei de pe „gemma” apare bine cunoscutul acrostih creștin IXΘYC.
I (Iota = I), Iêsoüs = Iisus
X (Chi = H), Hristos = Cristos
Θ (Theta = Th), Theoü = Theui (Dumnezeu, la forma genetiv)
Y (Ypsilon = Y), Yios = Fiu
C (majusculă corespunzând majusculei greceșți Σ = Sigma = S), Sotêr = Sotir (Mântuitor).
Inițialele IXΘYC înseamnă în limba greacă IHTYS , iar cuvintele componente înseamnă „Isus Cristos, Fiul Domnului Mântuitor”.

## Lespedea de piatră
O piesă romană, pe care, poate, a fost adăugat ulterior un motiv creștin, se află incastrată în zidul casei din strada Avram Iancu nr.3 din Turda (casa a fost demolată în anii 90 ai secolului al XX-lea, dar porțiunea de zid cu această piesă s-a menținut până astăzi). Este vorba de un capac de sarcofag roman sau de un acoperiș de „aedicula” . Pe latura lungă ar fi existat capul „Medusei” , între doi delfini și alte motive decorative. In desenul lui J. Ackner, capul „Medusei”, destul de șters și nereușit, seamană mai degrabă cu acela al unui bărbat cu barbă și plete. Pe latura scurtă există un „kantharos”. In secolul al XIX-lea lespedea mai avea încă un motiv încrustat, care între timp a dispărut (o simplă roată sau monograma creștină XP ?). La Muzeul Brukenthal din Sibiu s-a păstrat un desen al plăcii, inclusiv al acestui misterios însemn dispărut. Desenul a fost executat de J.Ackner în anul 1847. Elementul dispărut reprezintă o roată cu 8 spițe, sub delfinul din stânga. J.Ackner a interpretat-o în manuscrisul însoțitor ca fiind o roată de căruță. K. Horedt , care a redescoperit desenul și manuscrisul însoțitor al lui J.Ackner la Muzeul Brukenthal, a fost de părere că roata ar putut să fie un adaus creștin ulterior, respectiv cunoscutul monogram creștin constantinian XP . K.Horedt nu a cercetat obiectul de la Turda, ci doar materialele lui J.Ackner de la Sibiu. In urma studiului de teren al plăcii, Ioan I. Russu  a opiniat că roata a fost gravată mult mai târziu (poate chiar în secolul al XIX-lea) și că nu ar avea caracter creștin.

## Inelul de aur
Tot la Turda a fost descoperit și un inel confecționat din fir de aur, descris separat de K.Horedt  și de N.Vlassa . Inelul are o formă ovală, cu dimensiuni de 15 x 16 mm și poartă inscripția latină VTE . Urarea aceasta se întâlnește pe numeroase obiecte paleocreștine romane de după anul 250 d.C. Inelul se află în prezent la Muzeul de Istorie al Transilvaniei din Cluj.

## Monumentul funerar
O lespede de piatră găsită la Turda aparține sculpturilor romane cu banchetul funebru. In tematica sculpturii funerare, banchetul funerar  a devenit cu timpul un simbol al credinței în nemurirea sufletului, al vieții de după moarte. Defunctul, împreună cu membrii apropiați ai familiei, sunt înfățișați în jurul unei mese, participând la un ospăț. Placa sepulcrală de la Turda  reprezintă 3 personaje: doi bărbați rezemați cu cotul pe un „kliné”  și o femeie așezată pe o „kathedra” . In fața lor, pe masă, se află o „patera”  ținută de femeie, o farfurie ovală cu un pește și o pâine tăiată în formă de cruce . Pe „patera” este zgâriat (destul de stângaci) semnul crucii. Z.Milea și V.Feneșan, în articolul publicat despre acest vestigiu arheologic , au ridicat problema posibilității ca acest obiect să conțină simboluri creștine. Peștele și pâinea (tăiată în formă de cruce) sunt simboluri care apar, ce-i drept, pe multe monumente antice dinaintea creștinismului, în legătura cu diferite credințe precreștine. Peștele era divinizat, împreună cu zeitațile Atargatis și Kybele, în religiile orientale. Pâinea (inclusiv cea tăiată în formă de cruce) se întâlnește, împreună cu alte simboluri ale cultului lui Mithras , și în cultele siriene. Creștinii au preluat, încă de timpuriu peștele și pâinea, în cadrul simbolurilor noii religii (sec.II-III d.C.). Prezența simultană a peștelui, a pâinii tăiate în formă de cruce și a „paterei” cu o cruce, poate fi o dovadă a caracterului creștin al lespedei funerare de la Turda.

## Galerie de imagini

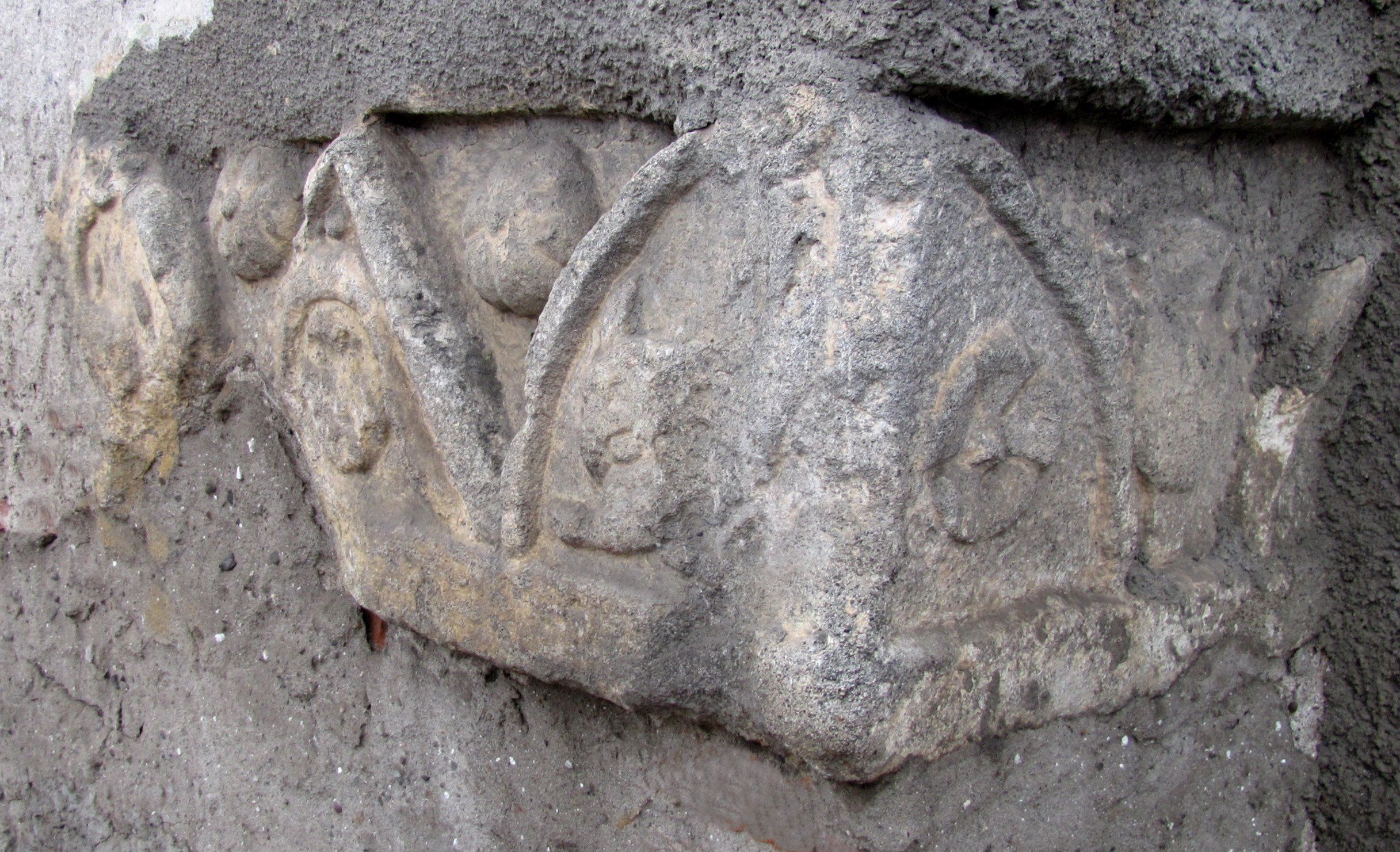
Lespedea romană de piatră (str.Avram Iancu nr.3)
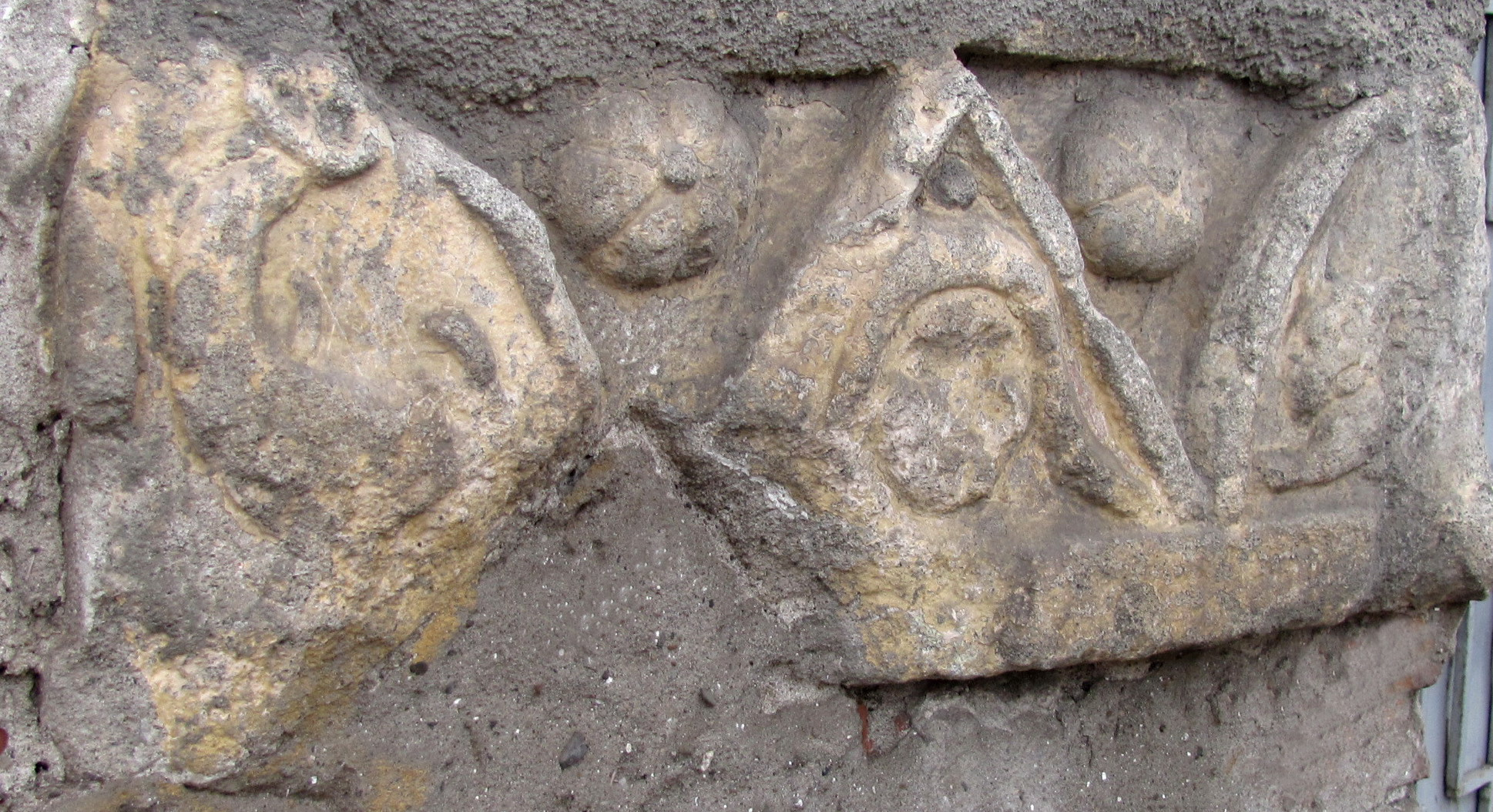
Lespedea romană de piatră (str.Avram Iancu nr.3)